# کلاکس کانیون (آریزونا)
کلاکس کانیون (به انگلیسی: Clacks Canyon) یک منطقهٔ مسکونی در ایالات متحده آمریکا است که در آریزونا واقع شده‌است. کلاکس کانیون ۸٫۶۰ کیلومتر مربع مساحت و ۱۰٬۸۱۷ نفر جمعیت دارد و ۱٬۱۴۰ متر بالاتر از سطح دریا واقع شده‌است.